# Cung Trầm Tưởng
Cung Trầm Tưởng (1932 - 9 Tháng Mười, 2022), tên thật là Cung Thức Cần, là một nhà thơ hiện đại Việt Nam sau định cư ở Hoa Kỳ.

## Tiểu sử
Cung Trầm Tưởng sinh ngày 28 tháng 2 năm 1932 tại Hà Nội. Năm 15 tuổi (1947), ông bắt đầu làm thơ, và có tập thơ đầu tay tên là Sóng đầu dòng (chưa in).
Năm 1949, ông rời Hà Nội vào Sài Gòn, học tiếp trung học tại trường Chasseloup Laubat (nay là Trường Trung học phổ thông Lê Quý Đôn, Thành phố Hồ Chí Minh).
Năm 1952, sau một năm học đại học, ông sang Pháp du học tại Trường Kỹ sư không quân ở Salon-de-Provence.
Năm 1957, ông tốt nghiệp trở về nước làm trong ngành không quân của Quân lực Việt Nam Cộng hòa. Trong năm này, hai bài thơ của ông là "Mùa thu Paris" và "Vô đề" (thơ trường thiên) xuất hiện trong tuyển tập Đất đứng của nhóm Quan Điểm (gồm Mặc Đỗ, Vũ Khắc Khoan, Nghiêm Xuân Hồng), và đã làm người đọc chú ý.
Năm 1958, ông đứng ra chủ trương tờ Văn nghệ mới và cộng tác thường xuyên cho các tạp chí Sáng tạo, Hiện đại, Nghệ thuật, Văn, Khởi hành...
Trong khoảng thời gian này, nhạc sĩ Phạm Duy đã phổ nhạc một số bài thơ của ông, đó là những bài "Mùa thu Paris", "Chưa bao giờ buồn thế"  (Phạm Duy gộp lại và lấy tên là "Tiễn em", "Bên ni bên nớ", "Khoác kín" (Phạm Duy lấy tên "Chiều đông"), "Kiếp sau", "Về đây"... Tổng cộng trong 13 bài thơ trong tập Tình ca của ông thì 6 bài Phạm Duy chọn phổ nhạc.
Năm 1962, ông sang Hoa Kỳ học về khí tượng, đậu Tiến sĩ khí tượng học tại Đại học Saint Louis. Sau đó, ông trở về Sài Gòn tiếp tục làm trong binh chủng Không quân Việt Nam Cộng hòa với cấp bực cuối cùng là Trung tá (1975). Dưới chế độ cộng sản, ông bị bắt đưa đi cải tạo 10 năm trong 8 trại giam và thả về với thêm 3 năm quản chế.
Năm 1993, ông sang Hoa Kỳ định cư ở Eagan, tiểu bang Minnesota. Ông mất ngày 9 Tháng Mười, 2022 tại Saint Paul, Minnesota, thọ 90 tuổi.

## Tác phẩm
Tác phẩm của Cung Trầm Tưởng đã in:
- Tình ca (Sài Gòn: Công đàn, 1959)
- Lục bát Cung Trầm Tưởng (Sài Gòn: Con đuông, 1970)
- Lời viết hai tay thơ tù cải tạo (Bonn: Imn, 1994)
- Bài ca níu quan tài thơ tù cải tạo (tác giả tự xuất bản, Minnesota, Hoa Kỳ, 2001)
- Một hành trình thơ (Falls Church, Virginia: Tiếng Quê Hương, 2012)[5]

Theo nhà nghiên cứu T. Khuê thì thơ Cung Trầm Tưởng thường có giọng buồn. Nhưng là giọng buồn nguyên thủy, gợi nỗi cô đơn hiện sinh, khi con người nhận thức lại chính mình...

## Thơ Cung Trầm Tưởng
Trích giới thiệu:
| Mùa thu Paris Mùa thu Paris Trời buốt ra đi Hẹn em quán nhỏ Rưng rưng rượu đỏ tràn ly ... Mùa thu nơi đâu ? Người em mắt nâu Tóc vàng sợi nhỏ Mong em chín đỏ trái sầu Mùa thu Paris Tràn dâng đôi mi Người em gác trọ Sang anh, gót nhỏ thầm thì Mùa thu không lời Son nhạt đôi môi Em buồn trở lại Hờn quên, hối cải cuộc đời... | Chưa bao giờ buồn thế Lên xe tiễn em đi Chưa bao giờ buồn thế Trời mùa đông Paris Suốt đời làm chia ly Tiễn em về xứ mẹ Anh nói bằng tiếng hôn Không còn gì lâu hơn Một trăm ngày xa cách Ga Lyon đèn vàng Tuyết rơi buồn mênh mang Cầm tay em muốn khóc Nói chi cũng muộn màng Hôn nhau phút này rồi Chia tay nhau tức khắc Khóc đi em, khóc đi em Hỡi người yêu xóm học Để sương thấm bờ đêm Đường anh đi tràn ngập lệ buồn em... | Vạn vạn lý (Tưởng nhớ những tù hùng tuẫn tử) Ngồi trùm lần bóng tối Nhìn mây đi lang thang Mây giăng xám hàng hàng: Trời vào đông ảm đạm Chấn song đan u ám Sần sùi nhớp nhúa đen Ran ran nhạc dế mèn Nhởn nhơ cười chẫu chuộc Vỗ vỗ rơi tàn thuốc Phà khói vào hơi sương Xa xưa... trống lên đường Tiếng quân hô hào sảng ... Mưa về gióng lê thê Nai kêu nguồn đâu đó Xưa nay tù ngục đỏ Mấy ai đã trở về? ... | Cõi sầu ta tinh khiết Thép quắc vầng trán cao Phong sương dệt chiến bào Với máu xe làm chỉ Đã đi trăm hùng vĩ Xông pha lắm đoạn trường Về làm đá hoa cương Gửi đời sau tạc tượng ... Gió về lay lau dậy Sơn khê khói mịt mù Ngà ngà nhấp thiên thu Bay... bay... vạn vạn Tráng sĩ hề tráng sĩ! |

## Sách tham khảo
- T. Khuê, mục từ Cung Trầm Tưởng trong Từ điển văn học (bộ mới, tr. 334). Nhà xuất bản Thế giới, 2004.